# Boddum-Ydby-Heltborg Pastorat
Boddum-Ydby-Heltborg Pastorat er et pastorat i Sydthy Provsti og i Refs Herred. Pastoratet blev oprettet den 1. maj 2015.

## De tidligere pastorater
For flere hundreder år siden blev der oprettet to pastorater i den nordøstlige del af Refs Herred. Det var Boddum-Ydby og Visby-Heltborg, (dog ligger Visby Sogn i Hassing Herred).

## Kommuner
Boddum-Ydby og Visby-Heltborg blev sognekommuner i 1842. I 1970 blev de to gamle sognekommuner en del af Sydthy Kommune, der i 2007 blev en del af Thisted Kommune. 

## Pastorater
I begyndelsen af 1970'erne blev Hassing-Villerslev Pastorat delt, så det ene sogn kom til Bedsted-Grurup-Hassing Pastorat, mens det andet sogn kom til Hørdum-Skyum-Villerslev Pastorat. Få år senere blev de to sogne genforenede i et nyt 4-sognspastorat (Visby-Heltborg-Hassing-Villerslev), der eksisterede indtil 30. april 2015. 
Boddum-Ydby Pastorat eksisterede også indtil 30. april 2015.

## Menighedsråd
I november 2012 blev der valgt to menighedsråd i det nuværende pastorat. Der var Heltborg Sogns Menighedsråd og Boddum-Ydby Sognes Menighedsråd.

## Nabopastorat
Ved Reformationen blev der oprettet tre pastorater i den østlige del af Hassing Herred. Det var Skyum-Hørdum, Hassing-Villerslev og Visby-Heltborg, (dog ligger Heltborg Sogn i Refs Herred).
I 1842-1970 var hvert af de tre pastorater også en sognekommune. I 1970'erne blev pastoraterne omlagte to gange.
Den 1. maj 2015 blev de fem østligste sogne i Hassing Herred forenede til Visby-Hassing-Villerslev-Hørdum-Skyum Pastorat.